# 섬선
섬선시(베트남어: Thành phố Sầm Sơn / 城舖岑山)는 베트남 북부의 타인호아성 도시이다. 2017년 기준으로 면적은 44.94km2, 인구는 150,902명이다. 2007년 4월~5월까지 삼선시는 100주년 축제를 거행했다. 2017년 4월 19일, 시사에서 시로 승격했다.

## 행정구역
섬선시는 8개의 프엉(坊)과 3개의 싸(社)로 구성된다.

### 프엉
- 박선 (Bắc Sơn / 北山)
- 꽝띠엔（Quảng Tiến / 廣進)
- 쭝선（Trung Sơn / 中山)
- 쯔엉선（Trường Sơn / 長山)
- 꽝쩌우（Quảng Châu / 廣洲)
- 꽝끄（Quảng Cư / 廣居)
- 꽝토（Quảng Thọ / 廣壽)
- 꽝빈（Quảng Vinh / 廣榮)

### 싸
- 꽝다이（Quảng Đại / 廣大)
- 꽝훙（Quảng Hùng / 廣雄)
- 꽝민（Quảng Minh / 廣明)